# قائمة العملات المجتمعية في الولايات المتحدة
العملات المجتمعية المستخدمة في الولايات المتحدة:

## نماذج
- العملة المحلية
- أنظمة تداول البورصة المحلية (LETS)
- العملة المعتمدة على الوقت

## العملات

### داخل الشركة
- شبكة المقايضة

### بين الولايات
- المال الأزرق براتلبورو بفيرمونت وتشيسترفيلد بنيو هامبشاير
- BNI ديلاوير وبنسلفانيا وماريلاند ونيوجيرسي
- دولار ديزني ديزني لاند وعالم ديزني
- بورصة الزاوية الرابعة في شمال غرب المحيط الهادئ
- RiverHOURS Columbia River Gorge (غير نشط)
- بوتوماك (بدأت: 2009) الموقع: واشنطن العاصمة بضواحي شمال فيرجينيا وميريلاند[1]

## العملات حسب الولاية

### أركنساس
- شركاء التجارة المحلية (بدأوا: 2009) هجين بين العملة المحلية والمقايضة فاييتفيل بأركنساس[2]

### أريزونا
- دولارات أريزونا ديوي بأريزونا (غير نشط)
- تجار الوقت في توسان بأريزونا

### كاليفورنيا
- ساعة معتمدة من بيس في منطقة خليج سان فرانسيسكو fكاليفورنيا
- مقايضة الدولارات كونكورد بكاليفورنيا
- باي باكس سان فرانسيسكو بكاليفورنيا
- شبكة مقايضة بيركلي بيركلي بكاليفورنيا
- خبز بيركلي بيركلي بكاليفورنيا
- سنترال باوند كلوفيس بكاليفورنيا
- ديفيس دولارز ديفيس بكاليفورنيا
- دولارات إسكونديدو[3] إسكونديدو بكاليفورنيا
- فيربوك فيرفاكس بكاليفورنيا (2011–2016)
- ساعات هومبولت في يوريكا بكاليفورنيا وأركاتا بكاليفورنيا
- مندوسينو سييد فورت براغ بكاليفورنيا
- نورث فورك تشارك نورث فورك بكاليفورنيا
- ساعات سان لويس أوبيسبو سان لويس أوبيسبو بكاليفورنيا
- دولارات الرمل بوليناس بكاليفورنيا
- ساعات العمل في سانتا مونيكا سانتا مونيكا بكاليفورنيا
- ساعات سيكويا في جاربرفيل بكاليفورنيا
- صندوق نقدي مجتمعي لمقاطعة سونوما سانتا روزا بكاليفورنيا
- سوق تجاري في نيفادا سيتي بكاليفورنيا
- ساعات العمل في أوكيا أوكيا بكاليفورنيا

### كولورادو
- بوت باكس كريستيد بوت بكولورادو
- بطاطس كاربونديل كاربونديل بكولورادو (غير نشطة)
- صندوق النقد المجتمعي دورانجو بكولورادو (غير نشط)
- ساعات عمل نوكو في فورت كولينز وجريلي ولوفلاند وكولورادو (غير نشط)
- جمعية نورث فورك للمساعدة في باونيا بكولورادو (غير نشطة)
- ساعات الجبل في بريكنريدج بكولورادو (2012 - حتى الآن)
- ساعات مايل هاي دنفر بكولورادو (2012 - حتى الآن)
- ساعات الذروة في كولورادو سبرينغز بكولورادو (2012 - حتى الآن)

### كونيتيكت
- بريستول باكس بريستول بكونيتيكت (2021 - حتى الآن)
- هاسكي باكس ستورز بكونيتيكت وجامعة كونيتيكت
- ميدلتاون كاش ميدلتاون بكونيتيكت وجامعة ويسليان
- خبز مدينة الخيوط ويليمانتيك بكونيتيكت (غير نشط)

### فلوريدا
- ساعات المياه الصافية في تامبا بفلوريدا (2012 - حاليًا) (غير نشط)
- تامبا بفلوريدا (عملة مقترحة بناءً على نموذج BerkShares لتامبا بفلوريدا والمجتمعات المحيطة بها) (غير نشطة)

### جورجيا
- ساعات العمل في أتلانتا بجورجيا (غير نشط)

### هاواي
- ساعات ألوها هاواي بالولايات المتحدة الأمريكية (2013 - حتى الآن)
- شبكة كاواي للمقايضة والتجارة بكيلويا في هاواي

### أيداهو
- ساعات العمل في بويزي بويزي بأيداهو (غير نشط)
- اقتصاد مدعوم من العمالة في بويسي بأيداهو (غير نشط)

### إلينوي
- أموال الأرنب الأبيض (جنوب ولاية إلينوي)

### إنديانا
- بلومينج هورز بلومنجتون بإنديانا

### أيوا
- واش باكس سيوكس سيتي بآيوا

### كانساس
- دولارات حقيقية لورانس بكانساس (غير نشطة)

### كنتاكي
- بيريا باكس بيريا بكنتاكي (غير نشط)

### لويزيانا
- مو موني نيو أورليانز بلويزيانا (غير نشط)
- أموال الولايات المتحدة ودولارات بي إي في لافاييت بلويزيانا
- الهلال (بدأ: 2004) نيو أورلينز[4]

### مين
- ساعات والدو يونيتي بمين (غير نشط)

### ماريلاند
- ساعات أناكوستيا ماونت رينيير بماريلاند (غير نشط)
- ساعات العمل في بالتيمور بالتيمور بماريلاند (غير نشط)
- برنامج تبادل حي بن في تاكوما بارك بماريلاند (غير نشط)
- بي نوت بالتيمور بماريلاند

### ماساتشوستس
- ساعات عمل أميسبري أميسبري بماساتشوستس (غير نشط)
- بيركشيرز (2006) جنوب بيركشايرز وماساتشوستس[5]
- كيب آن دولارز غلوستر بماساتشوستس (غير نشط)
- فالي دولارز جرينفيلد بماساتشوستس (غير نشط)

### ميشيغان
- باي باكس (بدأت عام 2006) ترافيرس سيتي بميشيغان[6]
- غرفة باكس سولت سانت ماري بميشيغان[7]
- ديترويت تشيرز ديترويت بميشيغان (غير نشط)
- هولاندولارز هولاند بميشيغان (أوقفوها ولكن كرمتها غرفة التجارة المحلية)[8]

### مينيسوتا
- بطل الدولار مينيابوليس بمينيسوتا
- هيوستن باكس هيوستن بمينيسوتا

### ميسوري
- غرفة باكس ماريفيل بميسوري
- كانساس سيتي بارتر باكس كانساس سيتي بميزوري (غير نشط)
- ماربلز كولومبيا بميسوري (غير نشط)
- هيرمان باكس هيرمان بميسوري
- تراونس سانت لويس بميسوري

### مونتانا
- ساعات العمل في ميسولا بمونتانا (غير نشط)

### نبراسكا
- دولارات الشامروك أونيل بنبراسكا
- كوزاد كاش كوزاد بنبراسكا

### نيو هامبشاير
- شاير سيلفر

### نيوجيرسي
- مناقير البط (معهد ستيفنز للتكنولوجيا) هوبوكين بنيوجيرسي

### نيو مكسيكو
- ساعات العمل في سانتا فيه بنيو مكسيكو (غير نشط)

### نيويورك
- بروكلين تورشز (قيد التطوير في عام 2012) بروكلين بنيويورك[9]
- ملاحظات الجسيمات جلينز فولز بنيويورك
- تيار وادي هدسون الحالي كينغستون نيويورك[10]
- ساعات إيثاكا (1991) إيثاكا بنيويورك[11]
- إيثاكا - دولارات إيثاكا إيثاكا بنيويورك

### كارولينا الشمالية
- اعتمادات آشيفيل ليتس في آشيفيل بكارولاينا الشمالية (غير نشطة)
- بول سيتي باكس دورهام بكارولاينا الشمالية (غير نشط)
- قرية إيرثافن البيئية
- ماونتن موني مارس هيل بكارولاينا الشمالية (غير نشط)
- بلينتي بيتسبورو بكارولاينا الشمالية

### أوهايو
- ساعات كوياهوغا كليفلاند بأوهايو (غير نشط)
- ساعات العمل في بورتاج كينت بأوهايو (غير نشط)
- ساعات بسيطة كولومبوس بأوهايو (غير نشط)
- ساعات القمة في أكرون بأوهايو (غير نشط)
- ساعات عمل ووستر في أبل كريك بأوهايو (غير نشط)

### أوكلاهوما
- ساعات العمل في تولسا بأوكلاهوما (غير نشط)

### أوريغون
- عملات بريدجتاون باكس من شركة بي دي إكس للعملات كورب بورتلاند (غير نشطة)
- كاسكاديا ساعة التبادل (1993) بورتلاند[12]
- تبادل مجتمع كولومبيا مقاطعة كولومبيا
- تعاونية العملة المحلية في جورج هود ريفر
- مقاطعات جيفرسون راوندز وكوس وكاري ودوجلاسوكلاماث ولايك وجاكسون وجوزفين
- إكسشينج هاور[13] كورفاليس
- بنك الوقت بيه دي أكس[14] بورتلاند
- بورصة ريدفيل الحرة[15] ريدفيل
- وكلاء التبادل بورتلاند

### بنسلفانيا
- ساعات المقايضة في وادي ليهاي بيت لحم ببنسلفانيا (غير نشط)
- تايم بانك ميديا مبادرة من ترانزيشن تاون ميديا ببنسلفانيا
- دولارات متساوية (1996) فيلادلفيا[16]
- دولارات وسط المدينة (بدأت: 2010) أردمور[17]
- أكيو ليرا درومور ببنسلفانيا (بدأ: حوالي عام 2021 غير نشط منذ عام 2023)[18]
- إنفلف منت بيتسبرغ ببنسلفانيا

### داكوتا الجنوبية
- بروكينغز باكس بروكينغز بداكوتا الجنوبية
- هوبو دو بجامعة ولاية داكوتا الجنوبية وبروكينجز بداكوتا الجنوبية

### تينيسي
- رموز ريفربيند تشاتانوغا بتينيسي (غير نشطة)

### تكساس
- غرايهاوند باكس تافت بتكساس (غير نشط)
- ساعات العمل في هيوستن هيوستن بتكساس
- سي سيتي كاش كولورادو سيتي بتكساس

### فيرمونت
- بريستول باكس بريستول بفيرمونت[19]
- ساعات عمل جبل بوفالو في هاردويك بفيرمونت (غير نشط)
- خبز برلنغتون برلنغتون بفيرمونت (غير نشط)
- ساعات جرين ماونتن في مونتبيليه بفيرمونت (غير نشط)
- ميدلبري موني ميدلبري بفيرمونت[20]
- فيرجينيس جرين فيرجينيس بفيرمونت[21]

### فرجينيا
- ساعات فلويد فلويد بفيرجينيا (غير نشط)

### واشنطن
- جزيرة باينبريدج باكس في جزيرة باينبريدج بواشنطن (لم يعثر على موقع الويب - هل هو قديم؟) (غير نشط)
- بيزكس سياتل بواشنطن
- بنوك الوقت في بوغيت ساوند كيركلاند بواشنطن
- بورصة الزاوية الرابعة بواشنطن وأوريغون وكولورادو ونيو مكسيكو وأوهايو وكاليفورنيا
- ساعات عمل نهر كيتل شلالات كيتل بواشنطن (لم يعثر على موقع الويب - هل هو قديم؟) (غير نشط)
- ساعات كيتساب في بريمرتون بواشنطن (لم يعثر على موقع الويب - هل هو قديم؟)
- ساعات العمل في جزيرة لوبيز جزيرة لوبيز بواشنطن (لم يعثر على موقع الويب - هل هو قديم؟) (غير نشط)
- دولارات سكاجيت ماونت فيرنون بواشنطن (لم يعثر على موقع الويب - هل هو قديم؟) (غير نشط)
- الماس سنوهوميش سنوهوميش بواشنطن
- ساعات الصوت أولمبيا (غير نشط)
- شاطئ سويل تايمبنك واشنطن
- دولارات تينينو الخشبية تينينو بواشنطن[22]
- دولارات الحياة (بدأت: 2004) معظمها إلكترونية مع بعض الفواتير المطبوعة، بيلينجهام وسياتل[23]

### ويسكونسن
- تشامبر باكس أو كلير بويسكونسن
- ساعات ماديسون ماديسون بويسكونسن
- ساعات ميلووكي ميلووكي بويسكونسن (غير نشط)